# Норик (приток Шуи)
Норик — река в России, протекает по территории Нововилговского сельского поселения Прионежского района и Матросского сельского поселения Пряжинского района Республики Карелии. Устье реки находится в 48 км по правому берегу реки Шуи. Длина реки — 11 км.

## Данные водного реестра
По данным государственного водного реестра России относится к Балтийскому бассейновому округу, водохозяйственный участок реки — Шуя, речной подбассейн реки — Свирь (включая реки бассейна Онежского озера). Относится к речному бассейну реки Нева (включая бассейны рек Онежского и Ладожского озера).
Код объекта в государственном водном реестре — 01040100112102000014653.